# São Bernardo (Maranhão)
São Bernardo é um município brasileiro do interior do estado do Maranhão, Região Nordeste do país. Localiza-se a uma latitude 03º21'41" sul e a uma longitude 42º25'04" oeste, estando a uma altitude de 43 metros. Sua população é de 28.020 habitantes, segundo estimativa do IBGE em 2022 e uma extensão territorial de 1.005,824 km².
O município é sede da Região de Planejamento do Delta do Parnaíba (Lei Complementar 108/2007).
Religiosamente, é conhecido pelo "Festejo de São Bernardo" - festa que acontece em todo mês de agosto e que, por conseguinte, leva a recordação do Santo padroeiro da cidade.

## História
Muito se tem especulado sobre o marco inicial da civilização no território em que hoje se encontra instalado o município de São Bernardo. Entretanto, nada se pode afirmar categoricamente, em vista da ausência de documentação. Permanece a tradição de que as primeiras investidas no território municipal se processaram através dos padres jesuítas, no século XVIII. Realmente, no ano de 1700, impulsionados pelo sublime ideal lançaram-se à tarefa de catequizar índios, para o que tivessem de se embrenhar por densas florestas e inóspitas paragens, chegando até o local onde é hoje a cidade de São Bernardo. O sítio que escolheram para ponto de partida de suas incursões pelas circunvizinhanças acha-se à margem de um pequeno rio a que deram o nome de Buriti.
Como ser natural, aí plantaram os padres, como marco assinalador de seus propósitos evangelizadores, uma igreja, edificada sob o patrocínio e invocação de São Bernardo, a qual em breve desapareceu, surgindo uma outra, em 1798, de estilo simples, colonial, e com uma torre de relativa altura. Ainda hoje existente, essa igreja que tomou o nome de Matriz, em virtude de aquele tempo, servir de sede da circunscrição Jesuíta, permanece, em nossos dias, como vivo atestado da ação civilizadora daqueles padres.
Com a construção do templo, lançaram-se os Jesuítas, auxiliados por outros elementos, especialmente negros cativos, à tarefa de devassar a terra descoberta, cujo domínio se estende até a margem do rio Parnaíba, na Boca do Bebedouro de São Pedro, foz do igarapé São José, lagoas Bacuri e Santo Agostinho, onde, ainda em nossos dias, podem ser encontrados eloquentes vestígios da ação eclesiástica, como uma grande feitoria e fazenda de criação de gado bovino, atualmente de propriedade do fazendeiro Dácio Almeida.
Para que os Jesuítas fossem bem sucedidos na colonização das novas terra, foram também ajudados, enormemente, pelo indígena, que se supõe serem os índios gamelas do tribo tupinambás que, como bons pescadores, habitavam, de preferência, as margens dos rios e lagoas.
Devassado o território, deu-se início à exploração das terras, por demais férteis, através da intensificação da agricultura e da pecuária que mesmo no dias presentes, continuam a se constituir na principais fontes de riqueza municipal. As famílias mais antigas e, portanto, tradicionais do município são os Coelho Lima, Albuquerque, Costa Andrade, Lima de Almeida, Almeida Costa, Sabry e os Correia Lima.